# Chico Carlo
Chico Carlo es una obra que relata y revive la infancia de la escritora uruguaya Juana de Ibarbourou.
Se trata de un libro publicado en 1944 por Editorial Kapelusz de Buenos Aires, compuesto de diecisiete cuentos, donde la autora rememora su niñez y los primeros años de su adolescencia.

## Características
En este libro, la escritora relata sus aventuras con Chico Carlo pero también el recuerdo de su Melo natal, los paisajes, la gastronomía, la familia, y algunos detalles del diario vivir de la época que marcarían para siempre su personalidad.
Chico Carlo se transforma así, en una obra literaria que parte del recuerdo del compañero de infancia de Juana de Ibarbourou, a quien dirige este mensaje:

"¡Chico Carlo! Fue mi compañero de toda la infancia, mi doble con pantalones, y la agilidad a veces maligna de un gato montés. No sé por dónde, ni adónde, se lo llevó la vida."

En cada cuento, la autora -que en el libro se hace llamar Susana-, narra un episodio de su infancia, enmarcado en la plácida y tranquila vida pueblerina.  Caracteriza a los personajes, algunos pertenecientes al entorno familiar, los amigos, su nodriza Feliciana, y Chico Carlo a quien describe de esta forma:

"Era rebelde,despectivo, silencioso y huraño. Me guardaba todas sus golosinas, con ese desprendimiento heroico del cariño, que se complace en dar y en sufrir.
Y yo las aceptaba con la sencillez egoísta con que los seres débiles aceptan el espontáneo sacrificio de los fuertes. Nunca se me ocurrió pensar que él se privaba de cosas que quizá también le gustaban mucho. 
Cuando más, algún día, con la boca llena preguntábale:
-¿Querés un pedacito, Chico Carlo?
Y él, haciéndose el grande, decía hosco, encogiéndose de hombros:

- Ni falta que me hacen esos merengues. Cómetelo todo vos que sos mujer".

En Chico Carlo, conjuga diversas particularidades que guardan relación con el carácter de su amigo, la condición socioeconómica, el orgullo de varón, la rudeza en sus modales, y la protección incondicional.
Describe situaciones en las cuales Chico Carlo asume el rol de "Ángel de la guarda", y en otras, su carácter despectivo desconcierta a Susana quien intenta recobrar lazos de empatía y lograr su aceptación.

## Inspiración
No obstante que Chico Carlo es un nombre ficticio, el personaje en cuestión no se trata de una mera invención literaria perteneciente a una infancia idílica de la autora, (que en esta serie de cuentos aparece bajo el nombre de Susana) sino de una persona real, el joven Tabaré Robledo, que vivía frente a la casa de Juana de Ibarbourou, sobre la calle Treinta y Tres 346 de Melo.

## Peculiaridades
Aunque el libro lleva el nombre de Chico Carlo, este personaje solo aparece como protagonista en dos lecturas, la homónima "Chico Carlo" y "Chico Carlo y su reifle" mientras que en otras como "La guerra" solo es mencionado. Es dentro de las dos primeras lecturas en las que la autora dá a conocer los rasgos más importantes del personaje.

## En la cultura popular
Un ala de la plaza 18 de Julio del Departamento de Rivera en Uruguay, lleva el nombre de "Chico Carlo". Allí se realizó un homenaje en el año 2022 a la autora del texto por cumplirse el 130° aniversario de su nacimiento.
En 2021 la Biblioteca Nacional de Uruguay recibió como donación el texto original del libro Chico Carlo, el cual pasará a formar parte del patrimonio del archivo literario de dicho establecimiento.